# Tsenkher
Pour les articles homonymes, voir Tsenkher (homonymie).
Tsenkher (mongol : ᠴᠡᠩᠬᠡᠷ
ᠰᠤᠮᠤ, cyrillique : Цэнхэр сум, MNS : tsenkher sum, Sum « bleu ») est un sum (district) de l'aimag d'Arkhangai, dans le centre de la Mongolie.
Des sources d'eau chaude (86 °C) se trouvent à proximité et son captées par des installations thermales.